# The New Leave It to Beaver
The New Leave It to Beaver was een sitcom die in de Verenigde Staten liep van 1983 tot en met 1989. De serie was een sequel op de populaire serie Leave It to Beaver, dat liep van 1957 tot 1963.
De nieuwe serie begon in 1983 met de CBS televisiefilm Still the Beaver. In 1985 begon Dinsey Channel met een serie met dezelfde naam, die echter na één seizoen stopgezet werd. In 1986 hernam zender TBS de serie en gaf het de naam The New Leave It to Beaver. Het is een van de weinige voorbeelden van een televisieserie, het is geen spin-off, waarin de originele personages centraal staan.

## Inhoud
De serie draait nog steeds rond Wally en zijn jongere broer Theodore Beaver Cleaver. Omdat acteur Hugh Beaumont (Ward Cleaver) in 1982 overleed speelde Barbara Billingsley nu de weduwe Cleaver. Beaver is gescheiden en woont met zijn twee zonen Kip en Oliver in bij zijn moeder. Wally woont ernaast met zijn vrouw en dochter Kelly, later komt ook zijn zoon Kevin bij hen wonen.